# Медична кібернетика
Медична кібернетика — науковий напрям, одна з галузей кібернетики, яка займається розробкою ідей, методів та технічних засобів кібернетики в медицині та охороні здоров'я. Розвиток ідей і методів кібернетики в медицині здійснюється в основному в напрямах створення діагностичних систем для різних класів захворювань з використанням універсальних або спеціалізованих ЕОМ (електронна обчислювальна машина), створення автоматизованого електронного медичного архіву, розробки математичних методів аналізу даних обстеження хворого, розробки методу математичного моделювання на ЕОМ(електронна обчислювальна машина) діяльності різних функціональних систем та використання математичних машин для оцінки стану хворого.

## Інше
| Пов'язані галузі - Біокібернетика - Кібернетика - Теорія систем - Протезування | Відомі вчені - Вільям Росс Ешбі - Клод Бернар - Воррен Маккалох |